# Garcinia hennecartii
Garcinia hennecartii är en tvåhjärtbladig växtart som beskrevs av Jean Baptiste Louis Pierre och Schlechter. Garcinia hennecartii ingår i släktet Garcinia och familjen Clusiaceae. Inga underarter finns listade i Catalogue of Life.